# ロオ駅
ロオ駅 (ロオえき、ロシア語:Лоо) は、ロシアクラスノダール地方ソチにあるロシア鉄道北カフカース鉄道支社の駅である。

## 歴史
- 1918年 - 開業。

## 駅構造
単式・島式2面3線を有する地上駅である。駅には切符売り場や待合室のある駅舎、トイレが設置されているプラットホーム、ホームと駅舎を結ぶ地下通路などがある。駅周辺にはビーチなどの観光地が多く存在する。当駅には特急列車などの優等列車も停車する。

## 隣の駅
ロシア鉄道北カフカ―ス鉄道支社
トゥアプセ - ヴェショロエ線
レスナヤ駅 - ロオ駅 - ウチ＝デレ駅